# .pl
.pl – krajowa domena najwyższego poziomu (ccTLD) przypisana do polskich stron internetowych. Zarządzana i utrzymywana przez Rejestr domeny .pl prowadzony przez NASK. Początkowo NASK obsługiwał abonentów domeny .pl bezpośrednio. W latach 2015–2017 wygasił jednak bezpośrednią obsługę. Postawił na zbudowanie sieci firm partnerskich, które zajmą się obsługą abonentów i będą konkurować pomiędzy sobą jakością obsługi i cenami. Od tamtej pory abonenci są obsługiwani wyłącznie przez inne podmioty tworzące sieć partnerów NASK.
W 1990 roku IANA zarządzająca wówczas domenami najwyższego poziomu, dokonała wpisu oznaczenia .pl dla domeny krajowej przypisanej administracyjnie do Polski. Urodziny domeny .pl obchodzimy 30 lipca.
Pierwszą zarejestrowaną polską subdomeną była .pwr.pl, a należała ona do Politechniki Wrocławskiej. 11 września 2003 roku została wprowadzona przez NASK technologia IDN, dzięki czemu można w nazwach domen korzystać ze znaków łacińskich, greckich, hebrajskich i cyrylicy. Na rok 2020 nie wspiera domen emoji. W 2008 liczba zarejestrowanych domen .pl przekroczyła milion, w drugim kwartale 2012 – 2,3 miliona, a pod koniec roku 2017 było ich 2 576 063.
W drugim kwartale 2014 roku (25 czerwca) NASK udostępnił domenę .gov.pl w formie zabezpieczonej przy pomocy protokołu DNSSEC, co stanowi zakończenie kolejnego etapu w trwającym procesie podnoszenia przez NASK poziomu bezpieczeństwa nazw zarejestrowanych w domenie przeznaczonej dla instytucji państwowych.
26 marca 2019 roku NASK wprowadził usługę .pl Registry Lock jako dodatkową ochronę z poziomu rejestru przed nieautoryzowanymi bądź przypadkowymi zmianami administracyjnymi nazwy domeny, próbą jej usunięcia lub przejęcia.

## Domeny drugiego stopnia

### Funkcjonalne
Domeny funkcjonalne administrowane przez NASK:
- agro.pl
- aid.pl
- atm.pl
- auto.pl
- biz.pl
- com.pl
- edu.pl
- gmina.pl
- gsm.pl
- info.pl
- mail.pl
- media.pl
- miasta.pl
- mil.pl
- net.pl
- nieruchomosci.pl
- nom.pl
- org.pl
- pc.pl
- powiat.pl
- priv.pl
- realestate.pl
- rel.pl
- sex.pl
- shop.pl
- sklep.pl
- sos.pl
- szkola.pl
- targi.pl
- tm.pl
- tourism.pl
- travel.pl
- turystyka.pl

### Regionalne
Domeny regionalne administrowane przez NASK:

#### A
- augustow.pl

#### B
- babia-gora.pl
- bedzin.pl
- beskidy.pl
- bialowieza.pl
- bialystok.pl
- bielawa.pl
- bieszczady.pl
- boleslawiec.pl
- bydgoszcz.pl
- bytom.pl

#### C
- cieszyn.pl
- czeladz.pl
- czest.pl

#### D
- dlugoleka.pl

#### E
- elblag.pl
- elk.pl

#### G
- glogow.pl
- gniezno.pl
- gorlice.pl
- grajewo.pl

#### I
- ilawa.pl

#### J
- jaworzno.pl
- jelenia-gora.pl
- jgora.pl

#### K
- kalisz.pl
- kazimierz-dolny.pl
- karpacz.pl
- kartuzy.pl
- kaszuby.pl
- katowice.pl
- kepno.pl
- ketrzyn.pl
- klodzko.pl
- kobierzyce.pl
- kolobrzeg.pl
- konin.pl
- konskowola.pl
- kutno.pl

#### L
- lapy.pl
- lebork.pl
- legnica.pl
- lezajsk.pl
- limanowa.pl
- lomza.pl
- lowicz.pl
- lubin.pl
- lukow.pl

#### M
- malbork.pl
- malopolska.pl
- mazowsze.pl
- mazury.pl
- mielec.pl
- mielno.pl
- mragowo.pl

#### N
- naklo.pl
- nowaruda.pl
- nysa.pl

#### O
- olawa.pl
- olecko.pl
- olkusz.pl
- olsztyn.pl
- opoczno.pl
- opole.pl
- ostroda.pl
- ostroleka.pl
- ostrowiec.pl
- ostrowwlkp.pl

#### P
- pila.pl
- pisz.pl
- podhale.pl
- podlasie.pl
- polkowice.pl
- pomorze.pl
- pomorskie.pl
- prochowice.pl
- pruszkow.pl
- przeworsk.pl
- pulawy.pl

#### R
- radom.pl
- rawa-maz.pl
- rybnik.pl
- rzeszow.pl

#### S
- sanok.pl
- sejny.pl
- slask.pl
- slupsk.pl
- sosnowiec.pl
- stalowa-wola.pl
- skoczow.pl
- starachowice.pl
- stargard.pl
- suwalki.pl
- swidnica.pl
- swiebodzin.pl
- swinoujscie.pl
- szczecin.pl
- szczytno.pl

#### T
- tarnobrzeg.pl
- tgory.pl
- turek.pl
- tychy.pl

#### U
- ustka.pl

#### W
- walbrzych.pl
- warmia.pl
- warszawa.pl
- waw.pl
- wegrow.pl
- wielun.pl
- wlocl.pl
- wloclawek.pl
- wodzislaw.pl
- wolomin.pl
- wroclaw.pl

#### Z
- zachpomor.pl
- zagan.pl
- zarow.pl
- zgora.pl
- zgorzelec.pl

## Największe przedsiębiorstwa w obsłudze nazw domen .pl
Zgodnie z raportem NASK opracowanym na koniec 2017 roku obsługa ponad 70% nazw w Rejestrze domeny .pl należy do 5 największych rejestratorów. W czołówce znajdują się takie przedsiębiorstwa jak: nazwa.pl sp. z o.o, Home.pl S.A., OVH SAS, Consulting Service sp. z o.o. i Michau Enterprises Ltd.